# 프랑스의 강 목록
다음은 프랑스의 강 목록이다.

## ㄱ
- 가론강

## ㄷ
- 도르도뉴강
- 두강
- 디브강

## ㄹ
- 라인강
- 레이어강
- 론강
- 루아르강
- 루아르강 (지류)

## ㅁ
- 마른강
- 모젤강
- 뫼즈강

## ㅂ
- 빌렌강

## ㅅ
- 샤랑트강
- 손강 (프랑스)
- 솜강
- 스헬더강
- 시에강

## ㅇ
- 알제트강
- 앵강
- 엔강
- 오드강
- 외르강
- 욘강
- 우아즈강
- 이제르강 (벨기에)
- 일강 (알자스)

## ㅈ
- 자르강
- 지롱드강

## 같이 보기
- 프랑스의 지리